# Jardins de la dissidence
Les Jardins de la dissidence (titre original : Dissident Gardens) est un Roman américain de Jonathan Lethem, publié en 2013, traduit et publié en français par les éditions L'Olivier en 2016.

## Trame narrative
Une grande partie de l'action se déroule dans un appartement de Sunnyside Gardens (établi en 1924-1928), village socialiste utopiste patenté de la lointaine banlieue (p. 25), avec jardins communaux à la Kropotkine (p. 127), dans le très cosmopolite quartier du Queens, à New York. Lenny espère un temps pouvoir créer une équipe de baseball à Flushing Meadows. Une autre partie se déroule dans Greenwich Village.
Le texte de cette saga, relativement familiale, au XXe siècle (entre 1930 et 2010), composé de quatre parties, composées chacune de quatre chapitres, entremêle les épisodes concernant, principalement, les quatre personnages les plus importants, Rose, Miriam, Cicero, Sergius, et accessoirement Lenny, Douglas, Albert, Tommy, tous déchirés dans la modernité, la fin des idéaux de toute sorte, la complexité du monde.
Rose s'est fait flouer durant toute sa vie, comme presque tous. Elle reste capable d'être encore guidée par le vaudou du désir (p. 360), féministe ou non, contre toute forme de ségrégation, de conformisme, d'illusion (la vie de pionnier). Sa résistance au désenchantement (p. 98) renvoie mal au communisme convenu, mais assez bien au camaradisme qu'Archie lui attribue.

## Personnages
- Les Angrush, Juifs non allemands, semi-religieux, campagnards (p. 25), plutôt originaires de Pologne-Lituanie, parlant aussi yiddish, 
  - Rose Angrush, troisième fille,
    - Miriam Zimmer (1940-), Mi'm,
      - son compagnon, (Thomas) Tommy Gogan, chanteur folk, ancien membre des Gheorghan Brothers (Peter, Rye & Tommy, et leur agent Warren Rokeach), pacifiste, quaker-compatible,
      - leur fils unique, Sergius Gogan, professeur de musique, morose orphelin de quarante ans (p. 71), spectre rouquin bientôt chauve (p. 72),
      - Stella Kim, amie de Miriam,
      - Janet, amie noire de Miriam (p. 138),
      - Porter, Rye Gogan, Adam, des amis de la communauté (co-locataires),
      - Carl Heuman, jeune voisin (p. 55) amoureux, lanceur, protégé de Lenny,

    - Cicero Lookins (1955- ou 1956-), professeur de College à Cumbow (État du Maine (États-Unis)),
      - fils de Rose et Douglas Lookins, lieutenant de police noir, chef d'une patrouille des citoyens (p. 30), l’afikoman (p. 33), idéalisé par son fils, puis révélé corrompu, puis réintégré dans l'Amicale des Tuteurs,
      - beau-fils de Diane Lookins,

    - la smala chaotique des sœurs de Rose, leurs époux et couvées (p. 25), conformisme suffocant de leur retraite en Floride,

  - Zalman et Ida Angrush, habitant déjà à Sunnyside Gardens, désoviétisés, redevenus juifs, partis en Israël s'occuper d'oliviers,
    - Lenny Lénine Angrush, second cousin de Rose, amoureux de Miriam, joueur d'échecs réputé (match nul avec Bobby Fischer), numismate, né trois fois (1932, 1940, 1956), promoteur du base-ball à Flushing Meadows auprès de l'avocat Bill Shea (Ligue continentale),
      - Susan Klein (p. 141),
- Les Zimmer, progressistes éclairés et sophistiqués (p. 25), au-dessus, ne parlant pas yiddish,
  - Alma Zimmer, cantatrice, dont la famille juive allemande a fui Lübeck, avec un service en porcelaine de Saxe, vers 1933,
    - Albert Zimmer, rencontré en 1936, marié en 1940, père de Miriam, jugé en 1947, retourné en RDA, et recyclé historien à Dresde,

  - Lukas Zimmer, frère d'Alma, le prétentieux, le vieillissant et très probablement inverti Lukas (p. 25),
- Sol Eaglin, chef local du Parti communiste des États-Unis d'Amérique (1911-), ancien amant de Rose, un robot de la ligne du parti,
- Solly Himmelfarb (p. 136), etc.

## Découpage
- I Banlieuephobie
  - 1 Deux procès
  - 2 L'oie cendrée
  - 3 Le remède de Cicero
  - 4 Dignité accidentelle
- II Le jeu du Qui Où Quoi
  - 1 Les Pros de Sunnyside
  - 2 Villes en crise
  - 3 Le Lincoln de Sandburg
  - 4 Le deuxième album de Tommy Gogan
- III L'esprit et la sagesse d'Archie Bunker
  - 1 La bourse d'études de l'Amicale des Tuteurs
  - 2 Dans les archives de la Stasi
  - 3 La parade d'Halloween
  - 4 Éloge et bar
- IV Le Royaume pacifique
  - 1 Le combat de l'agneau
  - 2 Les fougères d'Estero Real[1]
  - 3 Au paradis
  - 4 Occupy

## Repères chronologiques
- 1919 ? : naissance de Rose,
- 1932 : naissance de Lenny,
- vers 1935 : Rose, antifasciste prématurée (p. 55),
- 1936 : Albert et Emma se rencontrent et s'attirent,
- 1940 : visite à Jersey Homesteads, implantation paysanne juive à Roosevelt (New Jersey), sur les ordres du Parti, entraînant un refus de Rose,
- 1940 : installation du couple à Sunnyside Gardens, pas loin d'autres Angrush,
- 1940 : naissance de Miriam, avec Lenny comme première baby-sitter,
- 1942-1945 : pacifisme d'Albert durant la seconde guerre mondiale,
- 1947 : procès d'Albert Zimmer, retour en Allemagne de l'Est, pour devenir un citoyen de la RDA et un espion à sa solde (p. 21), et dissolution du mariage avec Rose,
- 1948- : Rose employée au Real's Radih & Pickle, comme employée, puis comme géniale comptable,
- 1950- : reconversion d'Albert en historien, à Dresde, au Werkhofinstitut Rosa Luxemburg (Jardins de la dissidence), avec Michaela,
- 1955 : procès de Rose Angrush Zimmer, chez elle, par la cellule (4 anonymes) autour de Sol : excommunication, expulsion de Sunnyside Gardens,
- 1954-1962 : relation entre Rose et Douglas,
- 1956 : naissance de Cicero le 20 janvier 1956 (p. 92),
- 1956 : Rapport Kroutchev, Déstalinisation, fin de l'illusion soviétique, départ de Miriam (du domicile de Rose)
- 1957 : première expérience sexuelle de Miriam, avec Porter, l'intello de Columbia, et connaissance du four (p. 65),
- 1959 : Miriam commence une correspondance avec son père,
- 1960- : Cicero, le petit nègre de Rose ; Miriam et Tommy se rencontrent,
- 1969 ? : jeu radiophonique (ou télévisé, NBC) Qui Où Quoi, auquel participe Miriam,
- 1969 : Cicero, jeune prodige ou néophyte battu aux échecs par Lenny,
- 1969 : Miriam visite l'Europe et son père,
- 1970- : Activisme pacifiste de Miriam (et Tommy) : les Treize du Capitole, incarcération,
- 1971 : naissance de Sergius,
- 1978 : Alphabet City (Little Germany, Manhattan), les enfants sauvages, quakerisme, premier livre du Père Noël à Sergius : L'histoire de Ferdinand (Ferdinand le taureau) de Munro Leaf,
- 1978 : Cicero assiste à une séance de l'Amicale des Tuteurs, qui subventionne ses études et réintègre son père,
- 1978 : occupation d'une caserne de pompiers, parade d'Halloween à Greenwich : Miriam, Tommy, Lenny en Lincoln, Cicero (en partance pour Princeton),
- 1978 : Lenny trafique des Krugerrands, est pourchassé par les gangsters irlandais,
- 1979 : avec le quaker American Friends Service Committee, voyage au Costa Rica, puis au Nicaragua (grâce à un botaniste américain), jusqu'à la réserve d’Estero Real, camp d'El Destruido (Le détruit), Fred le Californien : exécution de Miriam et Tommy,
- 1979 : Rose se spécialise en deuils : Diane, Douglas, Miriam, Tommy, Lenny, Jerome Cunningham/Kuhnheimer Élastique,
- 1979 : Rose rencontre Archie Bunker (son épouse Édith, leur enfant adoptive juive),
- 1979 : Sergius placé à la Société religieuse des Amis au pensionnat quaker de Pendle Acre[2] (Pennsylvanie), Le Royaume pacifique de Edward Hicks,
- 1979 : Sergius chez les Quakers, avec comme professeur de musique Harris Murphy, Ferdinand le Taureau, puis le Combat de l'Agneau (James Nayler), puis guitare,
- 1980 : reconversion de Sergius en protestataire pacifiste, à New York, sous la houlette de Tony Rosengard,
- 1980 ? : Cicero signe pour placer Rose au Centre de soins Lewis Howard Latimer à Brooklyn, maison de retraite et mouroir,
- 1980 ? : grâce à David Ianoletti, Cicero réassume son homosexualité,
- 1981 : Visites fréquentes de Cicero à Rose : amélioration de sa situation (club gastronomique), sortie au stade (au Paradis), couverture pour les séances homosexuelles en camions,
- 1985 ? : Sida : modification de comportement de Cicero,
- 1986 ? : mort de Rose, après un éloignement de Cicero (sur la côte Ouest),
- 1990 : les archives de la Stasi sont ouvertes (et donc la correspondance de Miriam et Albert),
- 1990- : Sergius : guitariste virtuose, études musicales, talents exploitables, succès, tournée européenne,
- 1996 : Sergius, accepte de remplacer Murphy comme professeur de musique à Pendle Acre School,
- 2012 : visite de Sergius à Cicero dans le Maine (États-Unis), Occupy, Lydia, aéroport, comportement suspect, arrestation...

## Citations
- Une égalitariste trop sensuelle (p. 13), zèle excessif pour la cause de l'égalité des Noirs,
- Oser lui dire avec qui baiser. Ou, plus exactement, avec qui ne pas baiser. ou de ne pas baiser du tout. De ne pas élargir sa solidarité de chambre à coucher avec des hommes qui, à la différence de ceux-là, avaient la carrure et l'assurance nécessaires pour la désirer et lui manquer de respect. (p. 16)
- Un voisin l'avait encore dénoncée. Mais qui ? Ha ! La question, plus probablement, était : lequel de ses voisins, à cette heure, ne l'avait pas encore dénoncée ? (p. 28)
- L'Oie cendrée représente l'irrévocable destin de la classe ouvrière.(p. 37)
- Miriam était en fait une bolchevique des cinq sens. (p. 44)(cuite pendant neuf mois, mais résistant au couteau, à la scie...),
- Cicero Lookins, 56 ans, 150 kilos : gay, noir et obèse (p. 71), accepter d'être le bon nègre magique de Sergius Gogan, son Bagger Vance, son Obama.[...] Un bon nègre de carrière. [...] Boussole pour le voyage des âmes des Blancs hétéros. (p. 73)
- L'une de ses petites revanches : le marxisme de Rose se limitait à Marx, et quand, donc, un jour, il avait épicé la sauce avec un peu de Deleuze et de Guattari, elle avait renâclé. (p. 73), Autrefois, les Angrush — Rose, mais Miriam aussi — avaient fait d'un petit garçon noir leur toutou. Revanchard, il pouvait bien faire pareil avec Sergius. (p. 80)
- Rose, le siècle l'avait blousée. (p. 104)
- Cicero : Né machine à démythifier les conneries, il était aussi machine à produire du silence. (p. 104)
- Cicéro avait l'impression d'être une doléance ambulante. (p. 105)... Devenu impossible à déstabiliser, un hurlement muet... (p. 105-106)
- Cicero, comme Rose en fin de compte, préférait ses auditeurs étourdis, la bouche en sang, masques tombés ou en flammes. (p. 106)
- Lenny savait qu'il courait comme un pur-sang, avec des œillères, attelé à son ambition, en chaîné à sa trajectoire. Il avait beau être arrivé bon dernier, il n'était pas moins allé jusqu'au bout. (p. 110)
- Rose incarnait la Nouvelle Femme moulée par le Parti, aux exigences impitoyables et grisantes, aux brusques écarts et aux exclusions violentes. (p. 129)
- Le communisme américain, né dans les salons, s'en était allé mourir dans les cuisines. (p. 133)
- Partout, des Juifs pieds nus et hâves comme sur les photos des victimes de la Dépression dans le Midwest (p. 182), dans la ferme expérimentale juive du New Jersey, un jour de Fête Nationale (4 juillet),
- Le communisme est l'américanisme du Xe siècle (p. 189).
- C'était l'occasion de promouvoir une municipalité entièrement communiste, la première d'Amérique ! [...] Puisque la cellule avait transmis ses intentions à Rose par le biais du téléphone secret de son époux, elle rappela en PCV. La cellule entendit parler d'elle par le biais du même téléphone. Un message très simple : Non. Aucun besoin de décodeur soviétique. (p. 191)
- Refuser, c'était affirmer : je suis là non seulement pour m'intégrer à cette cause, mais également pour m'épanouir en son sein, et je ne veux pas élever des poules. (p. 192)
- S'ils ont l'intention de nous implanter quelque part, de faire de nous un ver du Parti dans le bourgeon de l'Utopie, pourquoi pas une Utopie avec un horizon d'immeubles ? [...] Les Gardens avaient été sanctifiés comme laboratoire socialiste par Lewis Mumford et Eleanor Roosevelt. [...] Sunnyside Gardens pourrait être à la fois le rejet, le renversement et la réparation du ballon d'essai d'Albert Zimmer aux Jersey Homesteads. (p. 194)
- Le Parti assiégé ne voulait plus avoir affaire avec elle, et la foule anticommuniste ne savait que faire d'une rouge éhontée. Plus elle s'impliquait dans les causes civiques comme la bibliothèque ou la patrouille des citoyens, plus elle devenait impossible et incontournable. Le moulin à paroles de Sunnyside. Vingt-deux, v'là la Rose. Préparez vous à un discours. Ne jetez pas vos papiers et ne parlez surtout pas de Spoutnik. (p. 203)
- Rose comprit instantanément que, pendant des décennies, elle avait vécu dans un état constant d'hystérie entretenu par le Parti, dans la crainte que les autorités américaines infiltrent leurs réunions, infiltrent leurs rangs : quel soulagement c'était de rencontrer un représentant de cette autorité qui se présentait à visage découvert, en uniforme, et lui disait d'un seul regard qu'il savait avoir en face de lui une sale coco. (p. 203)
- Tommy Gogan [...] se voyait comme un combattant de la paix et de l'égalité, sans immodestie. [...] Les bleus de travail et les héros du Midwest, la grande sécheresse pendant la Grande Dépression, le blues ringard. [...] Les arts bouseux, la noblesse péquenaude, la rédemption qui rôdait vers un horizon agraire juste au-delà des limites de la ville. Le come-back du Front populaire ! (p. 210),
- Sur Tommy Gogan : La plupart des nouveaux Guthrie de la scène musicale semblent incapables de véritables choix esthétiques et manquent d'une intégrité sociopolitique véritablement utopique. Parmi ceux qui tentent un saut suicidaire au-dessus dudit gouffre, nul n'est plus pathétique que Tony Gogan dans "La Bowery des oubliés", amalgame nauséeux et assidu de pseudo-blues country et de poésie prétentieuse, lardé tout du long de pitié rebattue à l'égard de son sujet. (p. 251)
- Le véritable communiste finit toujours seul.(p. 259)
- Le Dernier Communiste rêve. [...] Le Dernier Communiste est un homme lâché par l'Histoire. [...] Le Sunnysidisme est le communisme de la fin du XXe siècle. (p. 341)
- Nous les Juifs, nous les éplorés, aucune importance, rien de nouveau sous le soleil. (p. 351)
- Sa bannière : les causes perdues valent mieux que les causes gagnables. [...] Sans mandat, elle ressemblait de façon déconcertante à une vieille dame aigrie. (p. 357)
- Ses entrailles seules l'avaient condamnée à ce à quoi elle était sûre d'appartenir : les rangs des perdants de l'Histoire — le peuple. (p. 359)
- La grande comédie du siècle : le communisme n'avait jamais existé, pas une seule fois. Alors, à quoi s'opposer ? (p. 364)
- Un après-midi, Archie, resplendissant poète surréaliste, baptisa l'humeur secrète de Rose, le "camaradisme". (p. 365)
- Tu ne comprends pas que je suis révolutionnaire avant tout et juive seulement sur les bords ? Mais, d'accord, si ça t'excite, baise une coco juive folle de désespoir. (p. 368)
- Le vieilleries, c'était mieux que les nouveautés, il fallait préférer le moins au plus, les biens partagés étaient supérieurs à toute thésaurisation individuelle. (p. 377)
- Un énième amateur de musique folk auquel on avait brisé les ailes, une énième victime du travail de sape cyclothymique du revival acoustique de Bob Dylan. (p. 384)

## Réception
La recension francophone européenne est restreinte,. 